# Hippodrame

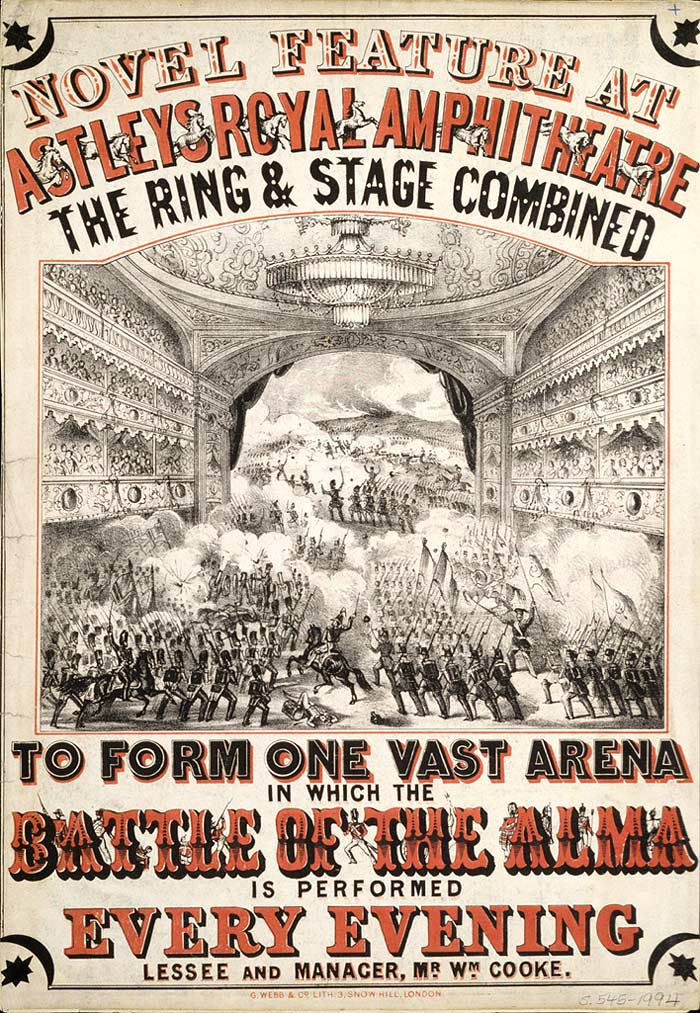
1854 publicité pour la reconstitution de la bataille de l'Alma à l'amphithéâtre Astley, Londres.

L'hippodrame ou théâtre équestre est un genre de spectacle théâtral mêlant l'équitation de cirque et le mélodrame populaire.

## Définition
Kimberly Poppiti définit l'hippodrame comme « des pièces écrites ou jouées pour inclure un cheval ou des chevaux vivants mettant en scène une action ou des personnages significatifs comme une partie nécessaire de l'intrigue ». Arthur Saxon définit cette forme de la même manière, comme « littéralement une pièce de théâtre dans laquelle des chevaux dressés sont considérés comme des acteurs, avec des affaires, souvent des actions de premier plan, à accomplir ». Ce spectacle évolue à partir du cirque équestre antérieur, lancé par des cavaliers dont, le plus célèbre est Philip Astley dans les années 1760. Le drame équestre s’appuie sur des pièces de théâtre écrites spécifiquement pour le genre, les chevaux spécialement entraînés y sont considérés comme des acteurs à part entière, au même titre que les personnages humains et se voient même attribuer des rôles principaux. Anthony Hippisley-Coxe quant à lui, voit plutôt l'hippodrame comme « un divertissement bâtard né d'une mésalliance entre le cirque et le théâtre […] qui a en fait inhibé le développement du cirque ».

## Histoire
Les chevaux apparaissent dans le théâtre d'Europe occidentale dans la seconde moitié du XVIIIe siècle, à la fois sur scène et dans des cascades aériennes notamment comme pégases volants. Les premiers hippodrames en décors extérieurs sont introduits en Angleterre par Philip Astley. Celui-ci adapte des histoires et des pièces de manière que les chevaux en soient les principaux acteurs.
Les premiers hippodrames sont présentés à Londres à l'amphithéâtre d'Astley, au Royal Circus et au pavillon olympique, et à Paris au Cirque-Olympique où 36 cavaliers pouvaient se produire simultanément. Le premier drame équestre est présenté aux États-Unis pendant la saison 1802-1803 au Park Theatre de New York. Le cirque de Pépin et Breschard présente une adaptation de Don Quichotte « à cheval et à pied, avec combats » à New York le 12 août 1809. La compagnie équestre de Pépin et Breschard présente des hippodrames aux États-Unis entre 1809 et 1815. Christoph de Bach a produit un divertissement similaire à Vienne. Le succès financier d'Astley en 1810 avec The Blood Red Knight a peut-être influencé la décision des théâtres Covent Garden et Drury Lane de rejoindre une entreprise devenue lucrative. Le premier hippodrame dans un théâtre autorisé de Londres est le conte de Perrault, Barbe Bleue, à Covent Garden, en février 1811.
La première pièce écrite spécifiquement pour inclure des chevaux, Timour the Tartar, est également créée à Covent Garden en 1811, puis à New York l'année suivante. Les hippodrames, destinés à une diffusion populaire, reprennent des thèmes connus comme Tamerlan, un conquérant d'Asie centrale, ou le chef militaire ukrainien Ivan Mazepa, ou encore le passé militaire européen avec Marlborough. Mazeppa, or the Wild Horse of Tartary,mis en scène en Angleterre en 1823, est repris dans l'amphithéâtre d'Astley en 1831 puis en tournée aux États-Unis à partir de 1833. D'autres spectacles concernent des adaptations de William Shakespeare (Richard III), des bandits de grand chemin réels et fictifs (Ride to York de Dick Turpin, et Paul Clifford.
Le théâtre équestre est devenu populaire aux États-Unis, ainsi qu'en Angleterre et en France, et le Cirque Lafayette à New York, inauguré en 1825, est le premier bâtiment de théâtre américain spécialement conçu pour l'hippodrame, suivi de l'Amphithéâtre de Philadelphie et du Baltimore Roman Amphithéâtre. Les spectacles d'hippodrame ont attiré un public de la classe ouvrière qui comprenait des ouvriers et des marins, « prêts à l'émeute à la moindre provocation » : en effet, le plus grand « rowdyism » connu du milieu des années 1820 à New York a lieu au Lafayette Circus.
Le cirque américain de Hengler a prospéré dans les années 1850 sous le titre de Hengler's Colossal Hippodrama mais la popularité du genre s'est estompée au milieu du XIXe siècle. Il renaît en France sous Napoléon III, notamment avec la mise en scène en 1863 de la Bataille de Marengo et en 1880 de Michel Strogoff. Les États-Unis connaissent un bref renouveau du genre à la fin des années 1880 et 1890, aidés par l'invention de machines de scène spécialement conçues pour la production de drames équestres.
L'hippodrame Ben-Hur de 1899 est notable comme créant l'illusion optique de la célèbre course de chars. La production scénique créée au Broadway Theatre parcourt ensuite les États-Unis jusqu'en 1920, avec des chevaux vivants et de vrais chars roulant sur des tapis roulants,,.
Au XXIe siècle, la société Cavalia (et d'autres sociétés similaires) ont produit une forme moderne bien accueillie qui peut être considérée comme un hippodrame, qui tourne à l'échelle internationale, utilisant jusqu'à 30 chevaux par spectacle.
Une reconstitution équestre de Ben Hur, réalisée par Franz Abraham, est proposée au Dôme du Millénaire de Londres en septembre 2009. Le spectacle emploie cent animaux (dont trente-deux chevaux) et quatre cents personnes.